# Didier Rousseau-Navarre
Didier Rousseau-Navarre, né le 7 août 1956 à Villenauxe-la-Grande est un artiste plasticien, botaniste et mésologue.

## Biographie
Didier Rousseau-Navarre, fils de Jeanine Navarre et de Jules Rousseau, est le troisième d’une fratrie de 11 enfants. Il passe son enfance à Villenauxe-la-Grande dans le département de l’Aube en Champagne-Ardenne.
Dès l’âge de 14 ans, après l'obtention du Certificat d’Études Primaires il est orienté vers la vie professionnelle, d’abord en apprentissage de menuiserie pendant une année, puis de cuisine pendant une autre année. Il travaille ensuite au côté de son père à l’atelier comme retoucheur  à la manufacture de porcelaine de Villenauxe-la-Grande pendant un an avant d’entrer dans le corps des Sapeurs-Pompiers de Paris où il effectue son service militaire.
Il retrouve la manufacture de porcelaine de 1975 à 1980 et se forme aux différentes spécialités de moulage, de retouche, d’émaillage et de cuisson des biscuits de porcelaine. C’est durant cette période qu’il se forme au modelage, s’inscrit aux cours de dessin de l’Académie de la Grande Chaumière à Paris et réalise des portraits sculptés qui vont lui révéler ses aptitudes dans le modelage et l’engager dans la voie de la création artistique.
Dans le même temps il poursuit ses études de la botanique et crée le Jardin botanique de Marnay-sur-Seine. Son travail sera récompensé par l'obtention de l'agrément Jardin Botanique de France et des Pays Francophone ainsi que par le label Jardin remarquable . Il obtient en 2011 le Brevet de Technicien Supérieur Agricole , option: Aménagements Paysagers.
Conseiller municipal de Marnay-sur-Seine de 1984 à 1996, Administrateur de l'association des Jardins botaniques de France et de Pays Francophones de 1995 à 2017. Membre du Conseil d’Orientation Stratégique de la Fondation pour la Recherche sur la Biodiversité , représentant les jardins botaniques de France depuis 2010. Membre de la Commission Nationale de l'Architecture et du Patrimoine  représentant les Jardins Botaniques de France depuis 2015.
Il est père de deux enfants, Mathilde et Léonard dont la maman, Nicole Domec est la fille du peintre Claude Domec. 

## Œuvre
La relation intime et sensuelle qu’il entretient depuis l’enfance avec la terre et les plantes va orienter son chemin de création.
Son travail avec la terre va jusqu’à une immersion totale du corps dans l’argile par des performances qui seront filmées par le cinéaste Marcel Hanoun et diffusées en 1987 lors de la 1re Biennale Internationale du Film sur l'Art, Centre Georges Pompidou, Musée d'Art Moderne. Cette recherche plastique avec la terre se poursuit avec la rencontre des artistes François Geissman et Bérengère de Crécy avec lesquels il a créé l’association DIVAL pour promouvoir l’art contemporain. Puis le sculpteur Vincent Barré avec qui il travaille l’argile destinée à la réalisation d’un portail en bronze pour l’école d’architecture de Rennes.
Son travail avec les plantes est d’abord une connaissance du vivant et de sa sensualité. Influencé par les lectures de Gaston Bachelard et Goethe son travail explore des aspects poétiques, philosophiques scientifiques et aussi mythologiques avec les métamorphoses d’Ovide. Sa connaissance de la botanique descriptive est aussi approfondie que sa connaissance de la systématique. En 1995, grâce au soutien financier de ses amis Frank Tenot et son épouse Régine il a créé le jardin botanique de Marnay sur Seine dans l’Aube en Champagne dont il est le conservateur.
Mais sa quête de sens reste inassouvie car ce qu’il connait de la nature par une approche empirique et athée ne trouve pas d’écho dans ses études livresques. Grâce  à Michel Onfray et sa Contre-histoire de la philosophie, il va découvrir les philosophes présocratiques puis Lucrèce, ainsi que Ludwig Feuerbach et Martin Heidegger.
Cette entrée dans la phénoménologie notamment par la lecture de : « Chemins qui ne mènent nulle part » va le conduire à Emmanuel Levinas par la lecture de : En découvrant l’existence avec Husserl et Heidegger, Maurice Merleau-Ponty avec :  Phénoménologie de la perception.
Sa rencontre avec Augustin Berque s'avère déterminante. En 2012, à la lecture de Médiance, de milieux en paysages, il découvre la mésologie, ce sera un déclic pour sa réflexion dans son travail, tant les propos qu’elle soutient répondent à ses ressentis, son vécu et son attente intellectuelle.  Il rencontre alors son auteur, le géographe, orientaliste, et philosophe français  Augustin Berque, qui lui conseillera les lectures d’ouvrages de : Georg Wilhelm Friedrich Hegel, André Leroi-Gourhan et Jakob von Uexküll. Il intègre alors le séminaire de mésologie à l’EHESS, d’abord comme auditeur puis intervenant et membre de son conseil d’orientation.
Le positionnement de L’art de Didier Rousseau-Navarre est militant. Il appelle un changement de paradigme dans la relation Hommes/plantes en invitant à repenser le rapport que l’humanité entretient avec la nature. Son matériau de prédilection est l’arbre.

## Sélection d'œuvres
- 2017 « Exclamation mésologique », Centre culturel international de Cerisy-la-Salle, France
- 2018 Buste en bronze de Robert Galley Place de la Libération à Troyes, France[12]
- 2019 « Un monde à l'envers » Abbaye Notre-Dame de Boscodon, Crots, France[13]
- 2020 « Espiga del viento » Ushuaïa, Argentine[14]
- 2020 « L'arbre en quarantaine », Jardin botanique de Marnay-sur-Seine[15]
- 2023 Buste en bronze de Gustave Flaubert, 11 Rue St Epoing, Nogent-sur-Seine, France[16]

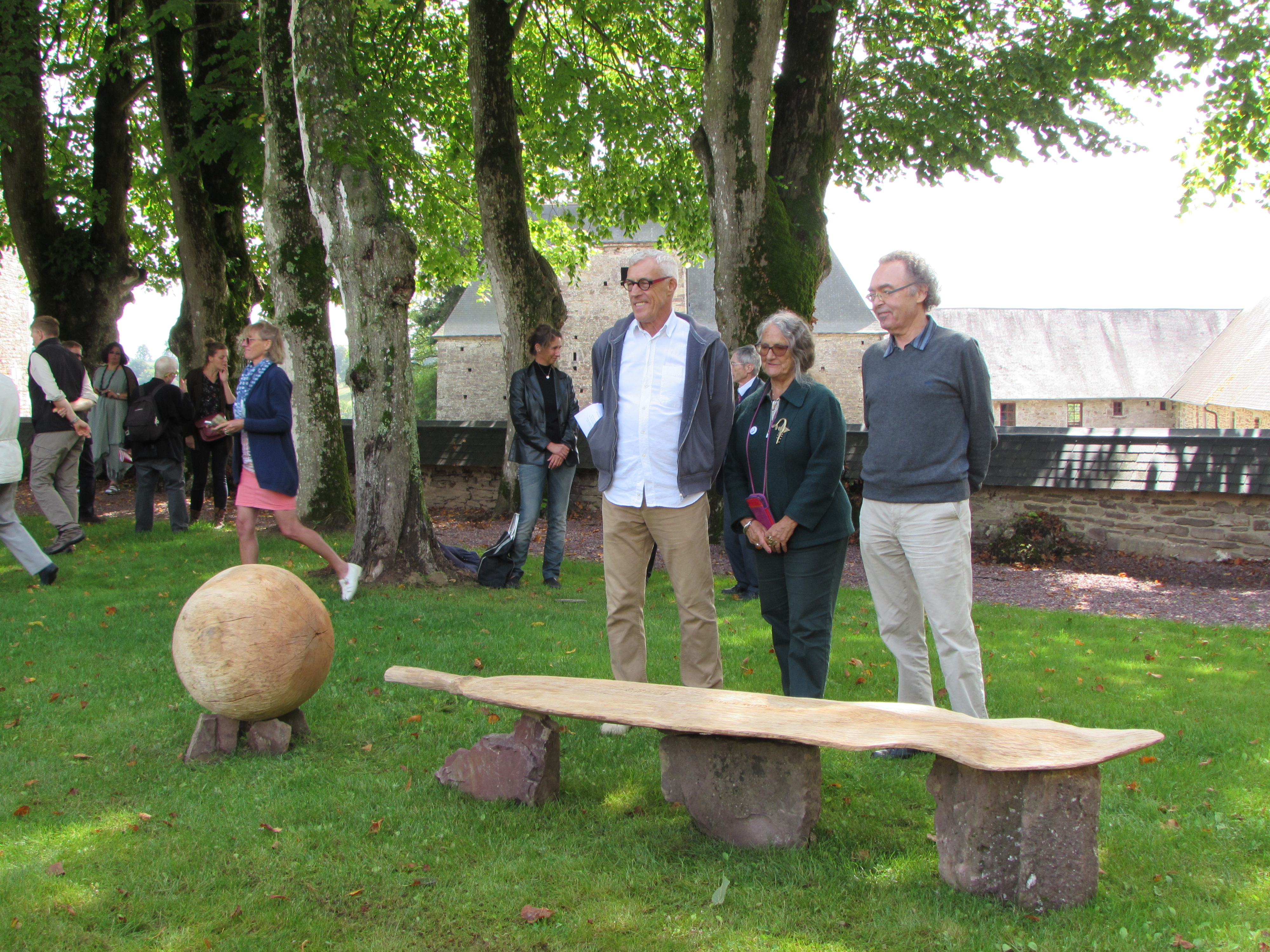
Didier Rousseau-Navarre, Edith Heurgon et Augustin Berque lors de l'inauguration de la sculpture "Exclamation mésologique"
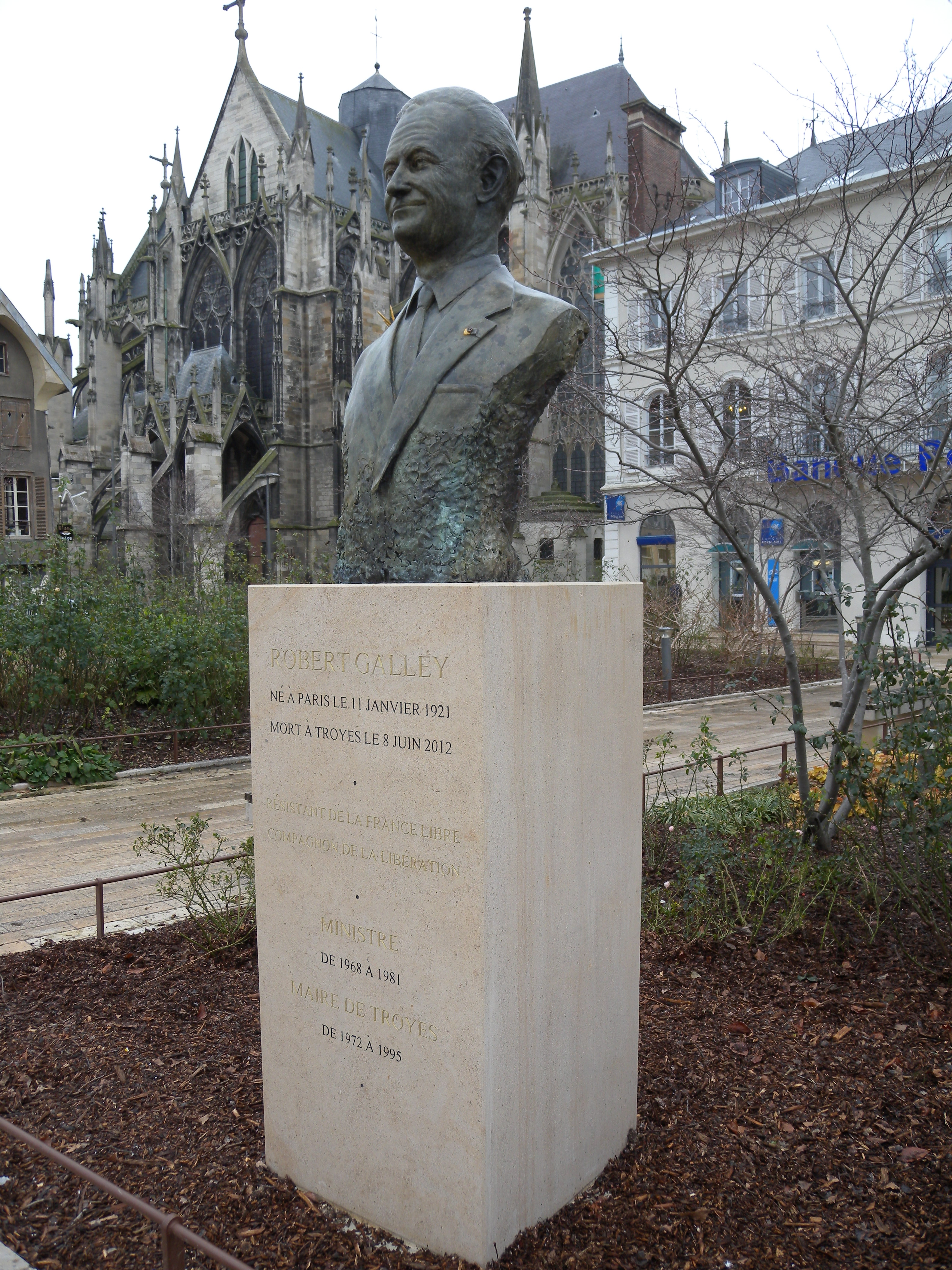
Buste en bronze de Robert Galley. Place de la Libération à Troyes, France
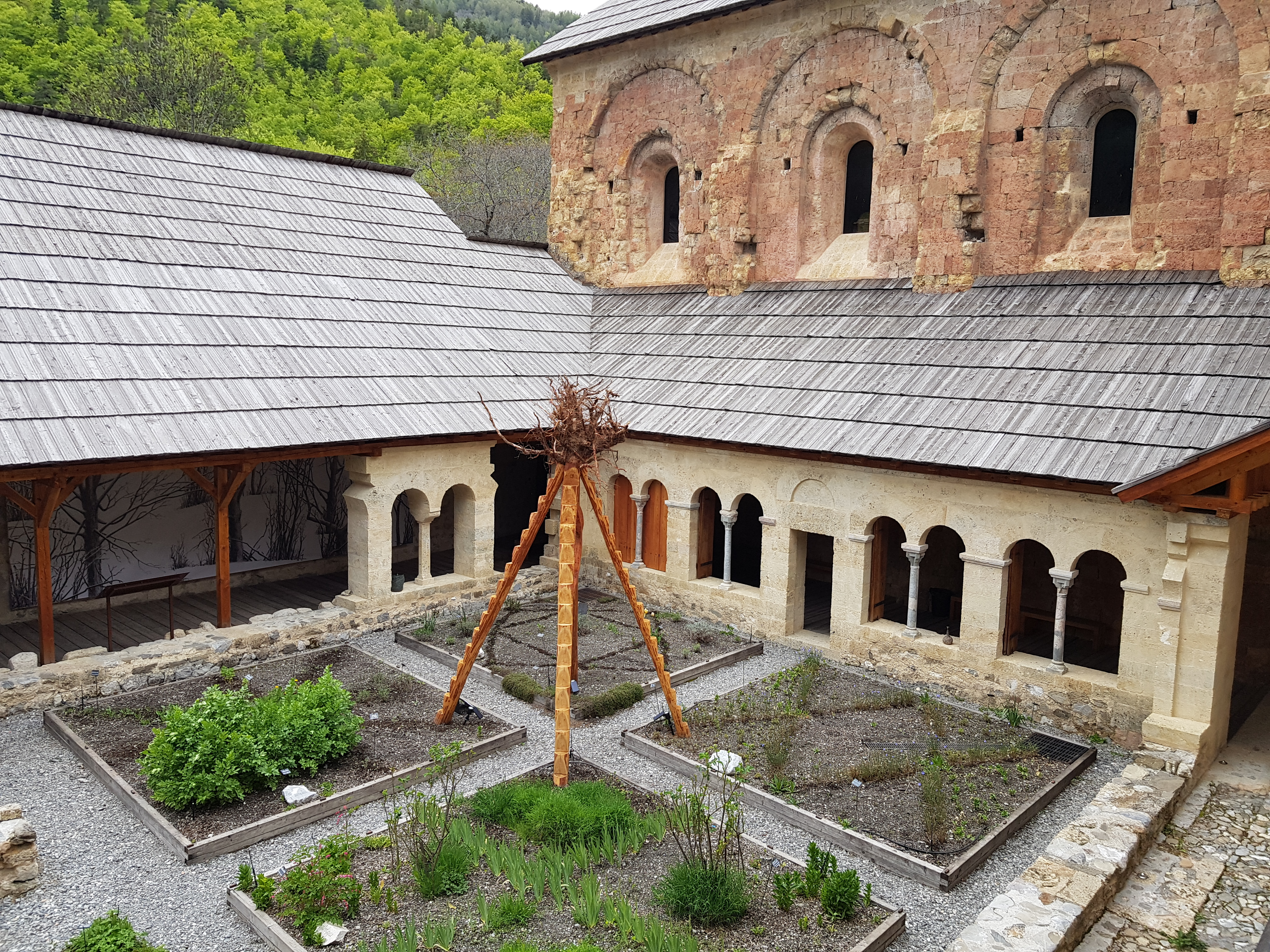
"Un monde à l'envers" Sculpture réalisée dans le cloître de l'Abbaye Notre-Dame de Boscodon (Hautes Alpes)
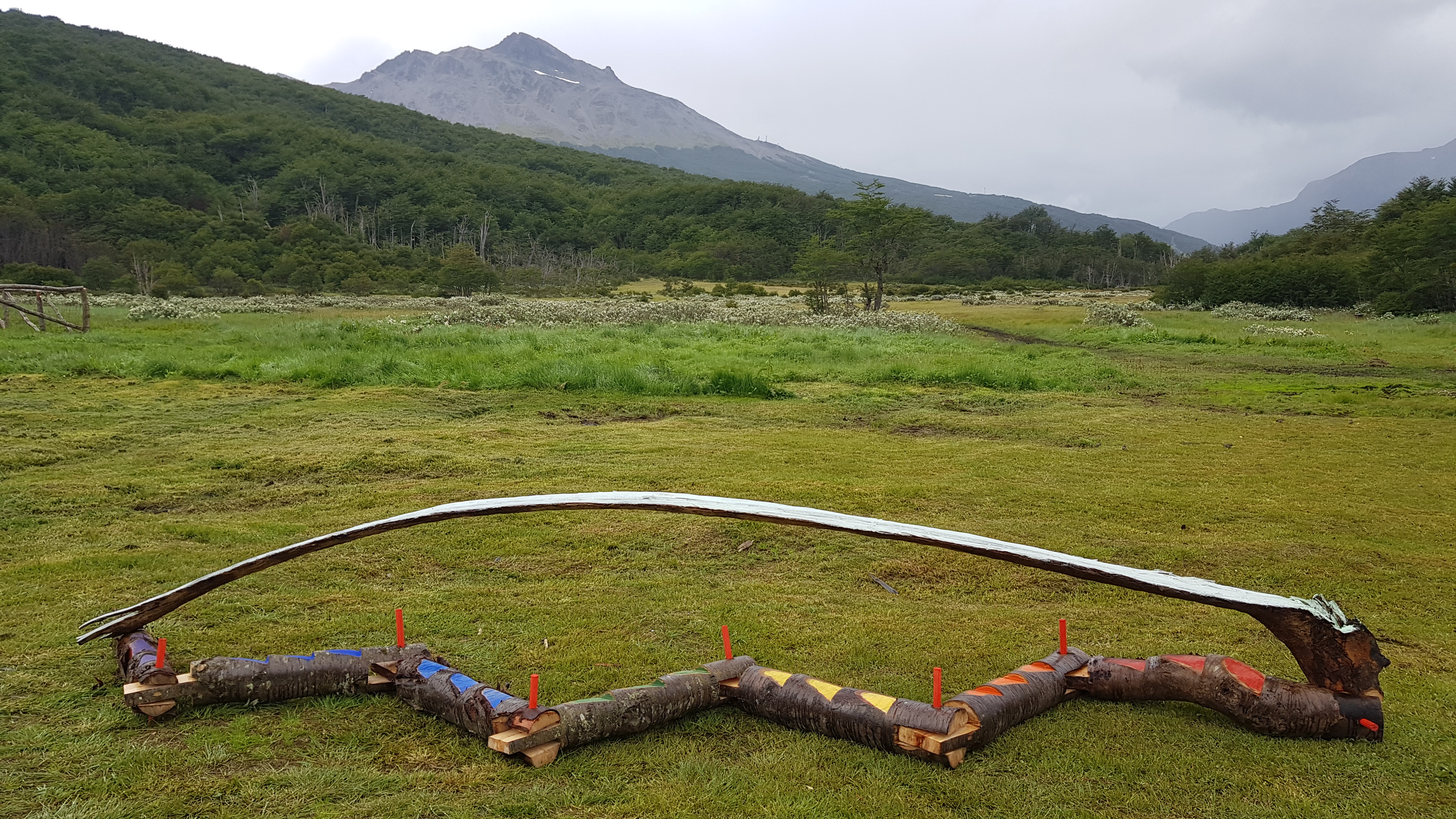
"Espiga del viento" - Ushuaïa, Argentine. Sculpture réalisée en bois de Nothofagus pumilio, (Lenga) Longueur 480 cm.
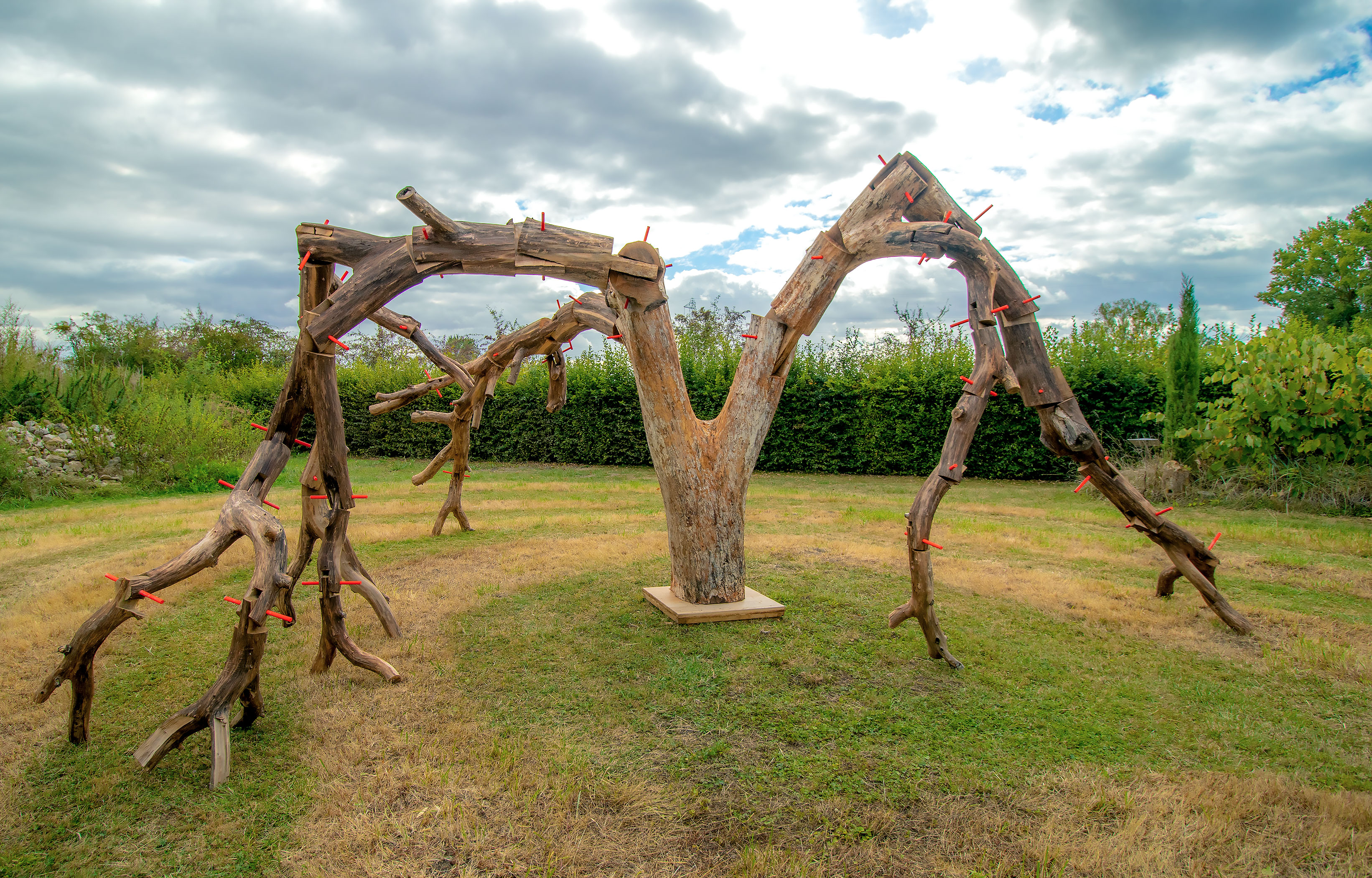
Refaire le monde en quarantaine. Œuvre mésologique en bois de noyer, installée au Jardin botanique de Marnay-sur-Seine
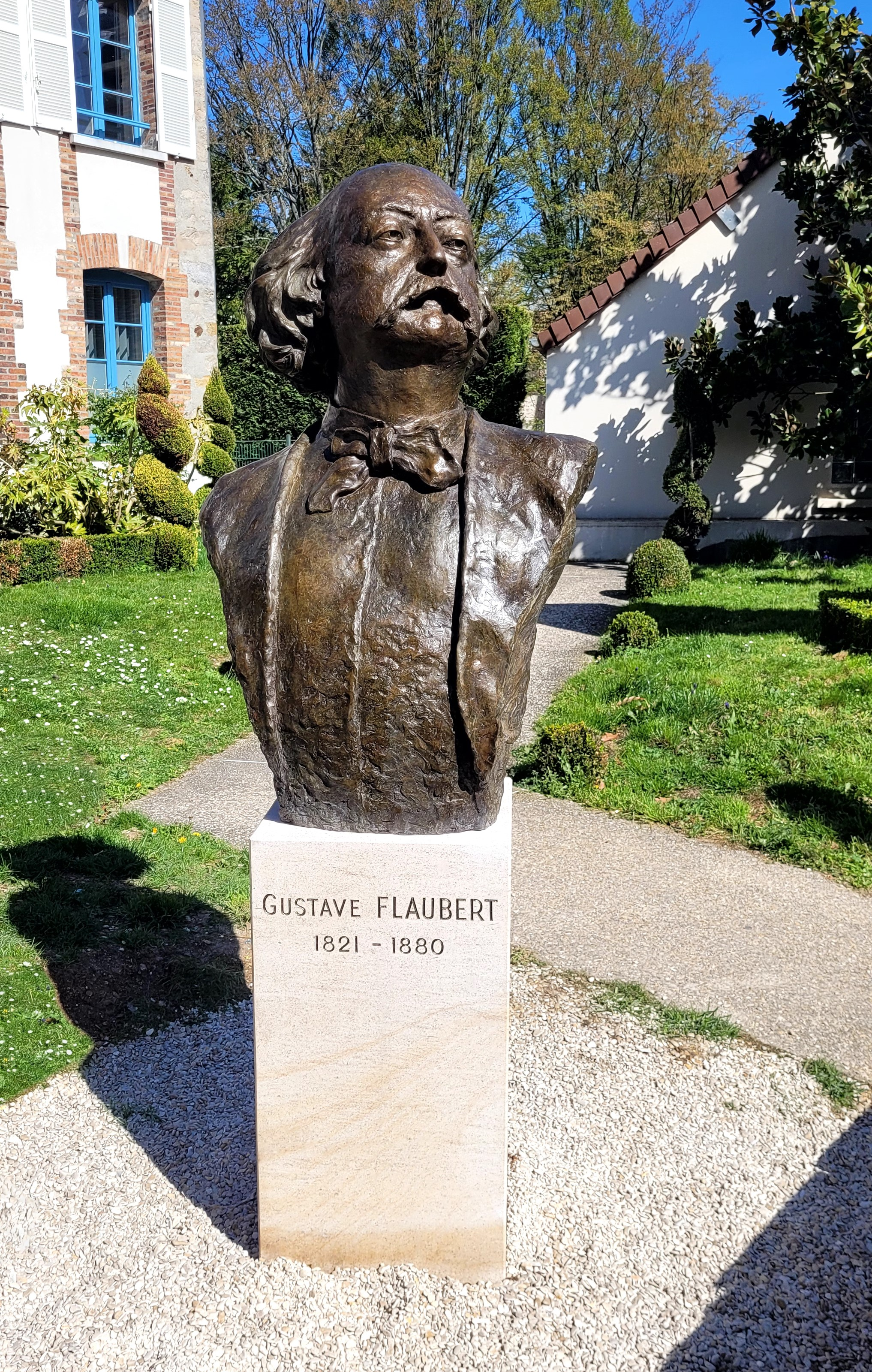
Buste en bronze de Gustave Flaubert à Nogent-sur-Seine

## Expositions récentes
- 2015 «Le jardin des graines» Domaine de Chaumont-sur-Loire, France[17]
- 2016 «Les graines de l'Art» Parc Floral de Paris, France
- 2017 «Les graines de l'art» Domaine de la Grange – la Prévôté, Savigny-le-Temple, France[18]
- 2018 «Installation Mésologique» Jardin botanique de Buenos Aires, Argentine[19]
- 2019 «Penser l'arbre dans sa graine» Musée C.I.II.III.IV.A, Bruxelles, Belgique[20]
- 2020 «Reconnectarse a la tierra» Parc national Tierra del Fuego Ushuaïa, Argentine[21]
- 2023 «Les graines de l'Art» Maison du Boulanger, Troyes, France[22]
- 2023 «Les graines de l'Art» Jardins suspendus, Le Havre, France[23]

## Publications
- Didier Rouseau-Navarre, Le design comme outil pédagogique, BGCI, octobre 2008, 32 p. (lire en ligne), pages 23-25

### Filmographie
- Didier Rousseau, sculpteur, performance, un film de Marcel Hanoun 1988[24]